# Daksa
Wysepka Daksa znajduje się u wyjścia z międzynarodowego portu Gruž, leżącego w granicach administracyjnych miasta Dubrownik. Jej powierzchnia wynosi 6,59 ha; długość linii brzegowej 1 398 m, długość 450 m, a szerokość 300 m. Należy do archipelagu wysp Elafickich. Na wschodzie od kontynentu oddziela ją kanał Daksa, a na południu Mala Vrata (ok. 370 m szerokości w najwęższym miejscu). Najwyższy punkt wyspy wznosi się 17 m n.p.m. Na północnym krańcu wyspy znajduje się latarnia morska (widoczna po prawej na zdjęciu, sygnał B Bl 6s).
W południowej części jest mały, zniszczony fort francuski, który powstał na początku XIX w. z przebudowanego kościoła św. Sabiny (z 1281) i klasztoru Franciszkanów. Na całej wyspie są również stacje drogi krzyżowej w postaci małych kapliczek, a także pomnik z 1994, wzniesiony ku pamięci Chorwatów pomordowanych w latach 40. XX wieku przez komunistów. Pod koniec XIX w., od 1890 właścicielem wysepki był Polak, książę Aleksander Poniński.